# چوایانی
چوایانی (به اسپانیایی: Chuallani) یک کوه در پرو است که در منطقه کوسکو واقع شده‌است. چوایانی ۵٬۳۰۰ متر بالاتر از سطح دریا واقع شده‌است.